# Biserica de lemn din Humoreni
Biserica de lemn „Sfinții Arhangheli Mihail și Gavriil” din Humoreni este un lăcaș de cult ortodox construit la mijlocul secolului al XVIII-lea în satul Pârteștii de Jos și strămutat în anul 1892 în satul Humoreni din comuna Comănești aflată în județul Suceava. Edificiul religios se află localizat în cimitirul satului și are hramul Sfinții Arhangheli Mihail și Gavriil, sărbătorit la data de 8 noiembrie.
Biserica de lemn din Humoreni a fost inclusă pe Lista monumentelor istorice din județul Suceava din anul 2015 la numărul 279, având codul de clasificare  SV-II-m-B-05559.

## Istoricul bisericii
Până la mijlocul secolului al XVIII-lea, actuala localitate Humoreni a făcut parte din satul Comănești, ea fiind atestată în mai multe documente din epocă sub numele de Liuzi și Ludi Homorului. Într-un document austriac din 15 ianuarie 1782, călugărul Pahomie de la Mănăstirea Humor declară că mănăstirea sus-menționată stăpânea printre altele jumătate din satul Comănești, zis și „Ludie-Humora”.
Explicația denumirii ar consta în faptul că Mănăstirea Humor a colonizat aici familii de „liuzi”, adică familii care plăteau bir mănăstirii pentru dreptul de a cultiva moșiile aflate în proprietatea sa. Satul a purtat denumirea de Ludi Homorului până în 1938 când i s-a schimbat numele în Humoreni.
Ca urmare a creșterii numerice a locuitorilor satului, a fost adusă în anul 1833 o biserică de lemn din satul Stroiești. Informațiile care atestă că biserica ar fi provenit din Stulpicani sunt contrazise de cercetătoarea Ioana Panait-Cristache care afirmă că biserica aceasta ar fi ctitoria stăpânilor moșiei Stroiești. Pe un Triodion se află următoarea inscripție: „Această carte numită Triodion este dăruită de stăpânitorii moșiei din satul Stroiești, Nicolae Popovici, bisericii din satul Liudi Humorului, unde se prăznuiește hramul Sf. Arhangheli Mihail și Gavriil spre vecinica pomenire în anul 1837”. Conform cronicii parohiei Humoreni, această biserică a fost mutată în anul 1892 în satul Brașca, unde există și în prezent.
În locul bisericii de lemn cedate, satul Humoreni a primit ca donație biserica de lemn cu hramul Sfântul Nicolae din satul Pârteștii de Jos. Strămutarea lăcașului a avut loc tot în anul 1892, după ce, în 1887, în Pârteștii de Jos a fost construită o biserică de zid. După aducerea bisericii de lemn din Pârtești în Humoreni, acesteia i s-a schimbat hramul din Sfântul Nicolae în Sfinții Arhangheli Mihail și Gavriil.
Biserica de lemn actuală din Humoreni era în funcțiune în anul 1775 în satul Pârtești, ea fiind construită înainte de ocuparea Bucovinei de către Imperiul Habsburgic. Această datare a bisericii pe la mijlocul secolului al XVIII-lea este susținută și de prezența câtorva cărți vechi românești în inventarul parohiei.
În 1948 s-a amenajat în pronaos un cafas cu înălțimea de 2.50 metri și cu o balustradă de 0.90 metri înălțime. Inițial acoperită cu draniță, biserica are în prezent învelitoare din tablă.
În anul 1996 a fost construită în centrul satului, în apropierea bisericii de lemn, o biserică de zid cu hramul Sfinții Împărați Constantin și Elena, sărbătorit la data de 21 mai.
În imediata vecinătate a bisericii de lemn, înspre sud, se află un turn clopotniță construit din zidărie.

## Arhitectura bisericii
Biserica de lemn din Humoreni este construită în totalitate din bârne de stejar. Ea se sprijină pe un soclu din piatră de râu. Pentru a proteja edificiul de intemperii, pereții din bârne au fost placați la partea inferioară cu scânduri vopsite în culoarea roșie și la partea superioară cu șindrilă fasonată cu model, de culoare galbenă. Edificiul are un acoperiș din tablă zincată, fără turle.
Monumentul are formă de navă, cu absida altarului pentagonală decroșată față de restul corpului construcției și cu pronaos poligonal. Lăcașul de cult este prevăzut cu două uși de acces: una principală, aflată în peretele sudic al pronaosului, și alta secundară, situată în decroșul de sud al absidei altarului.
În interior, biserica este împărțită în trei încăperi: pronaos, naos și altar. Pereții interiori și bolta bisericii au fost tencuiți. Intrarea în biserică se face pe o ușă (1.45x2.40 metri) situată în peretele sudic al pronaosului. Pronaosul are o formă poligonală în partea de vest, în care se află o fereastră. Tavanul este susținut de două grinzi longitudinale și una transversală. În 1948 s-a amenajat un cafas cu înălțimea de 2.50 metri și cu o balustradă de 0.90 metri înălțime.
Între pronaos și naos există un gol de trecere central (2.35x2.25 metri) și două goluri de trecere laterale dispuse simetric față de golul central. Naosul are o formă aproape pătrată (5.55x5.75 metri), cu două ferestre lărgite pe laturile de nord și de sud (0.60x1.20 metri). Deasupra naosului se află o boltă semicilindrică retrasă de la perete cu 0.75 metri, în plan, și cu 0.30 metri pe verticală.
Altarul are o absidă decroșată de formă pentagonală, iar în decroșurile de nord și de sud se află proscomidiarul și diaconiconul. În prelungirea diaconiconului, a fost construită o încăpere pe unde se intră direct în altar. În partea sudică a acestei încăperi a fost amplasată o fereastră de dimensiuni identice cu cele din pereții naosului. Cele două nișe au un tavan drept care se cuplează la bolta semicilindrică a altarului.

## Imagini

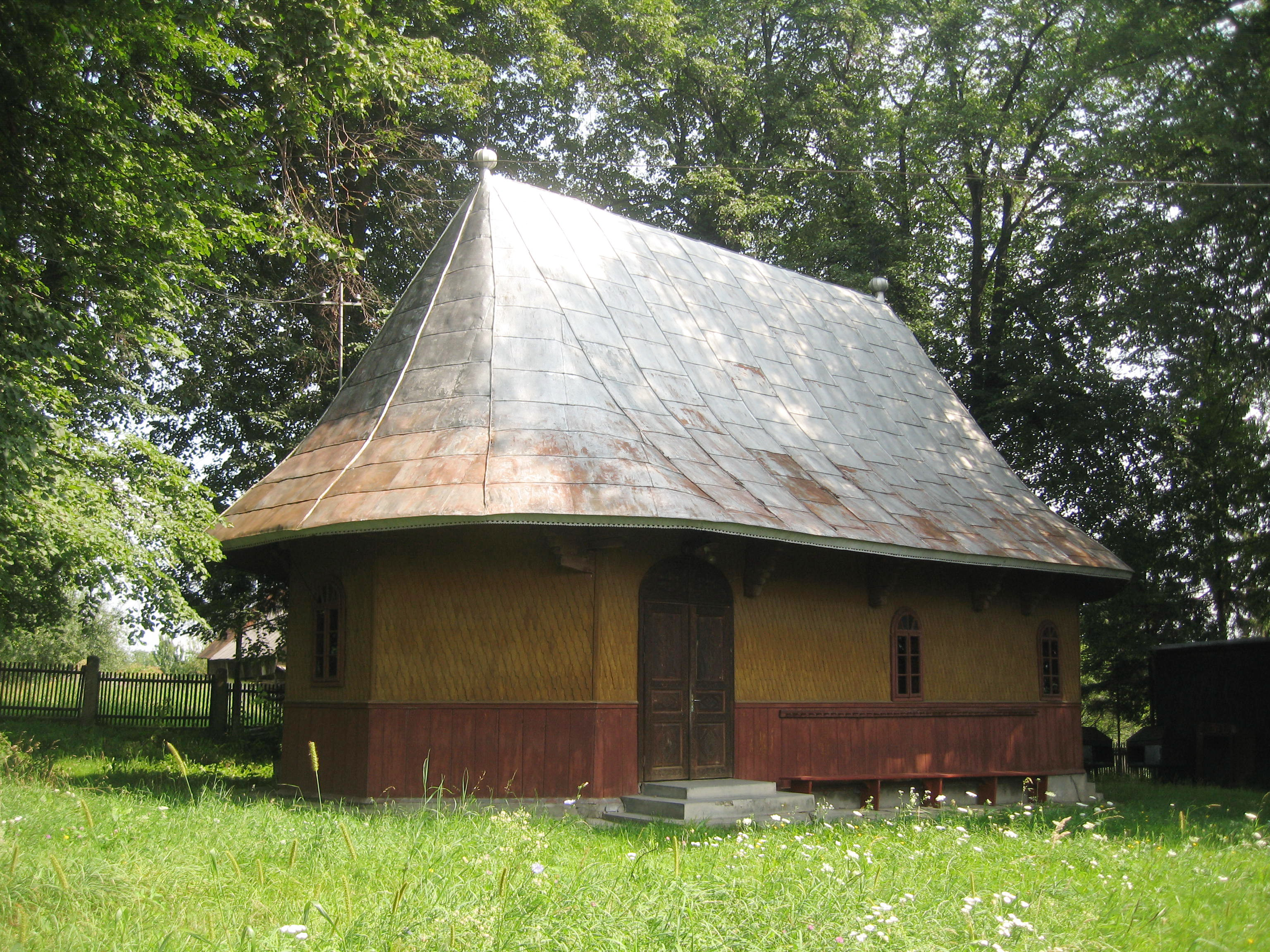
Biserica pe latura sud-vestică
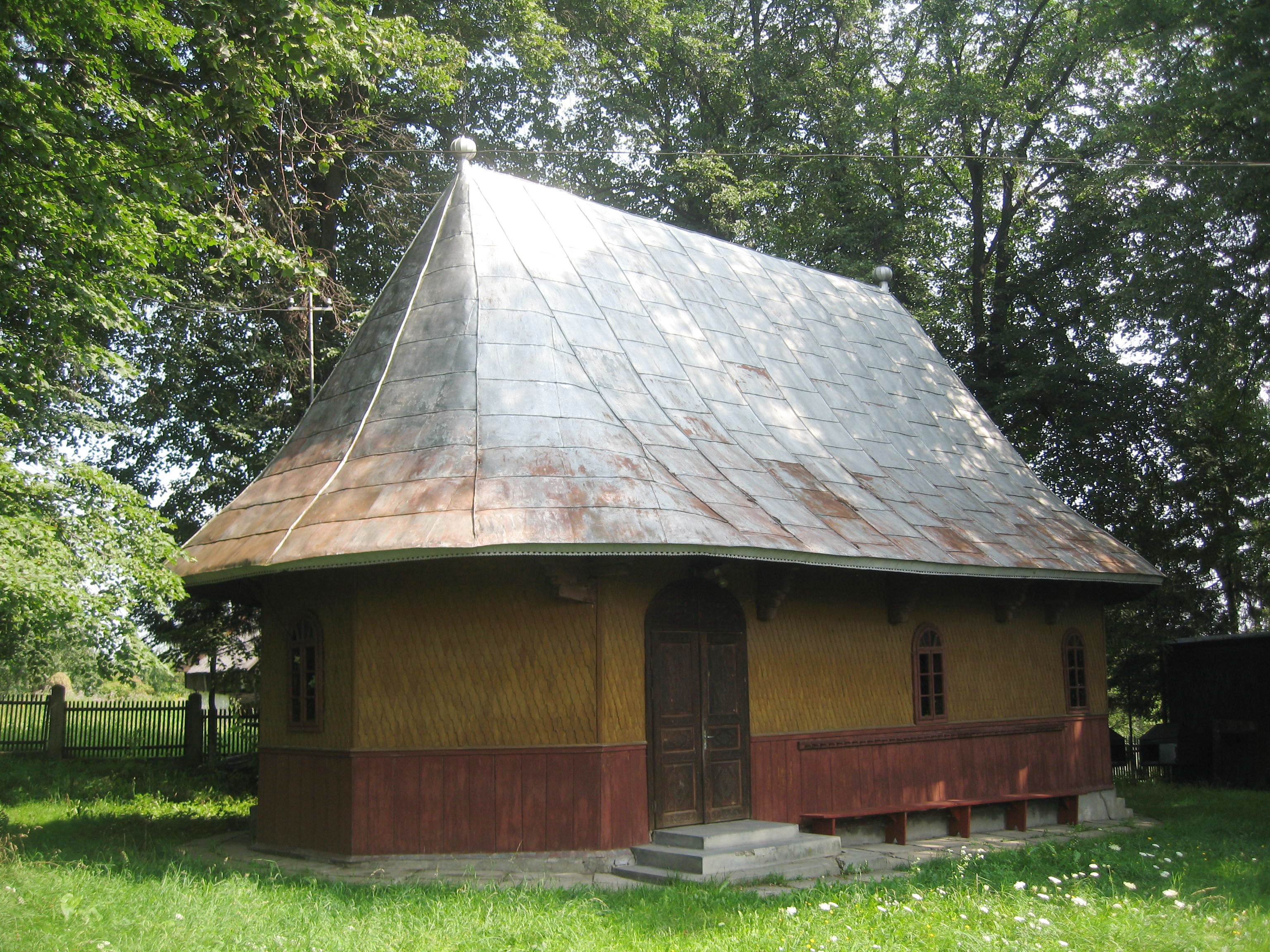
Biserica pe latura sud-vestică
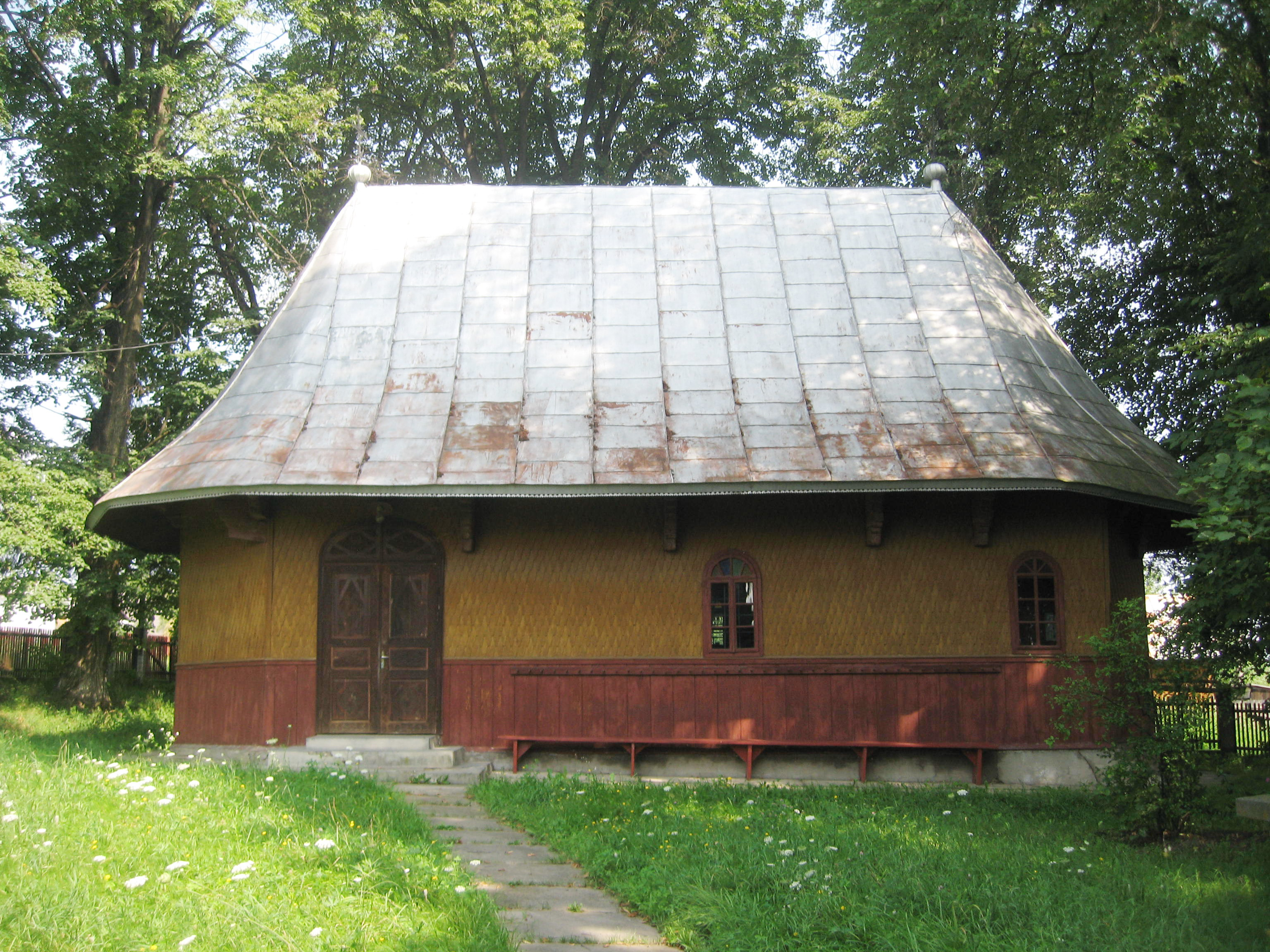
Biserica pe latura sudică
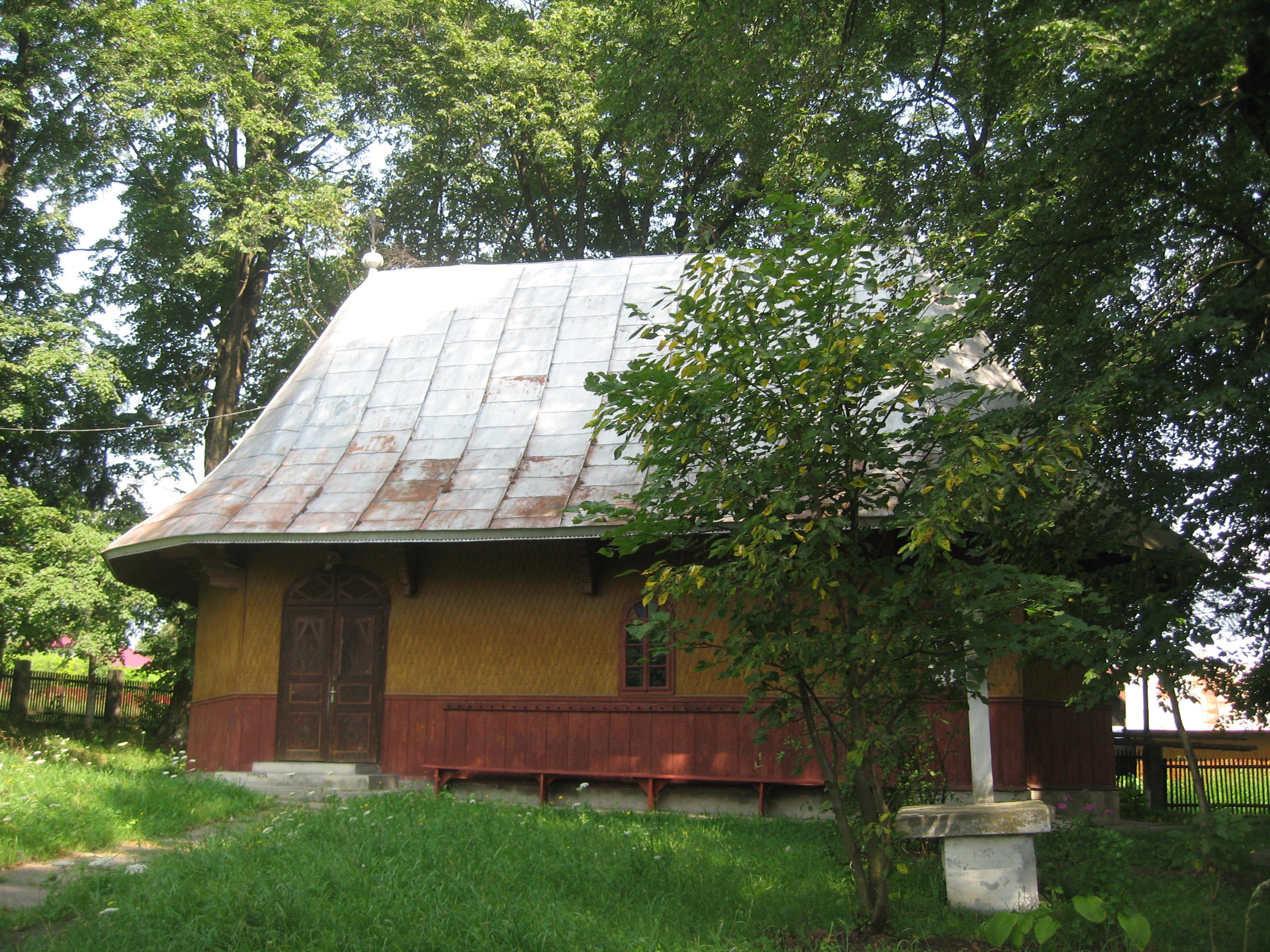
Biserica pe latura sudică
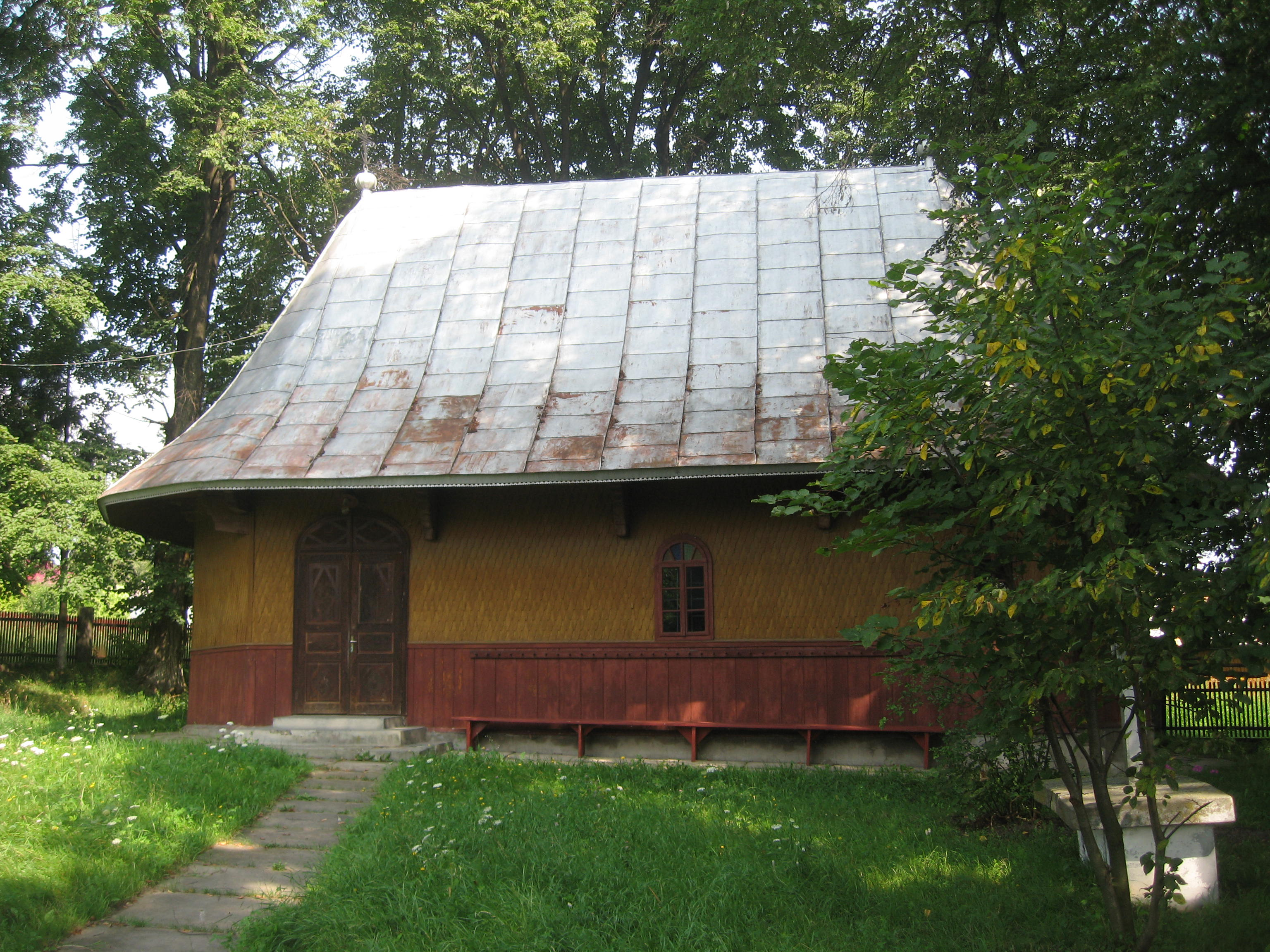
Biserica pe latura sudică
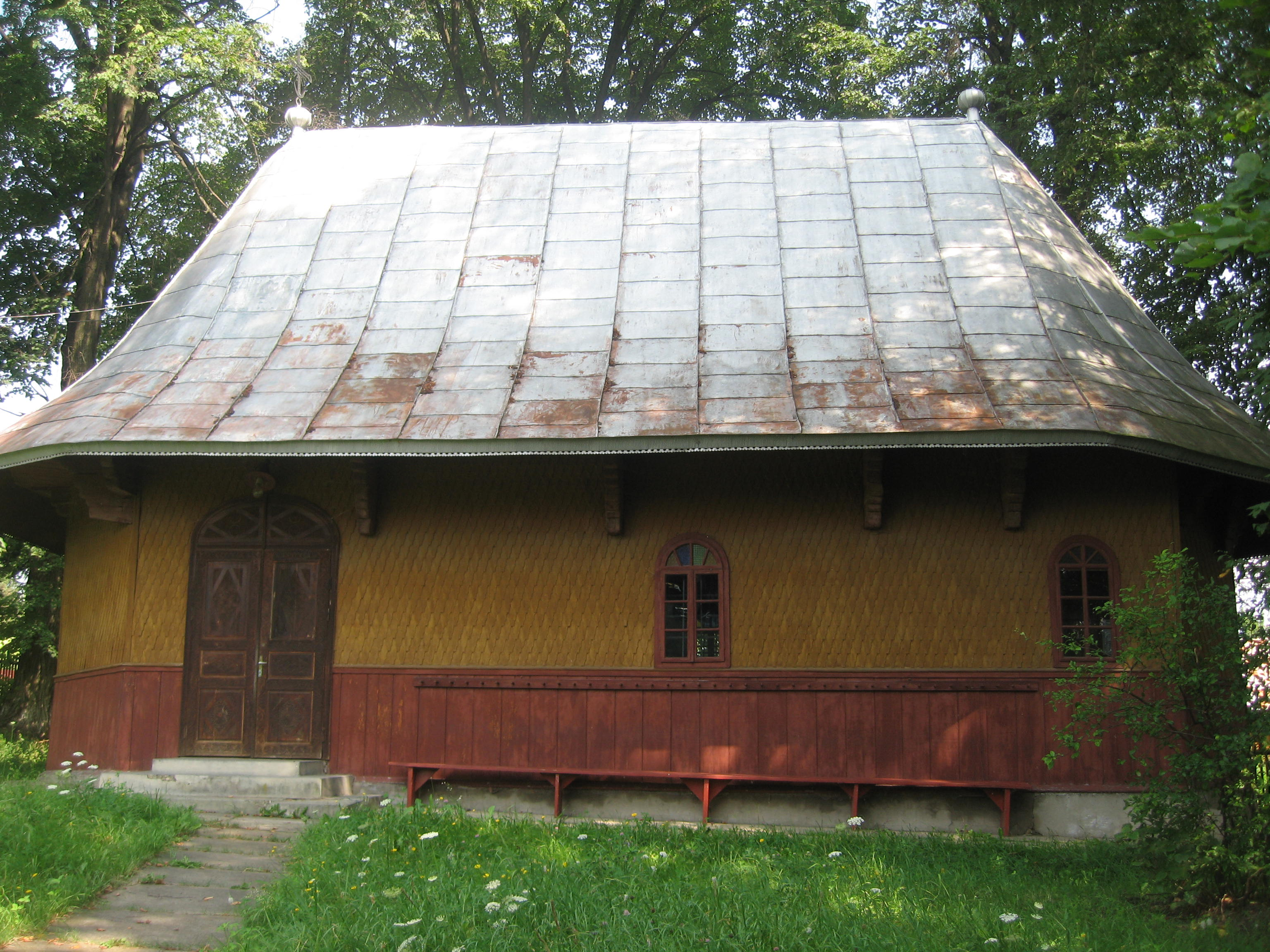
Biserica pe latura sudică
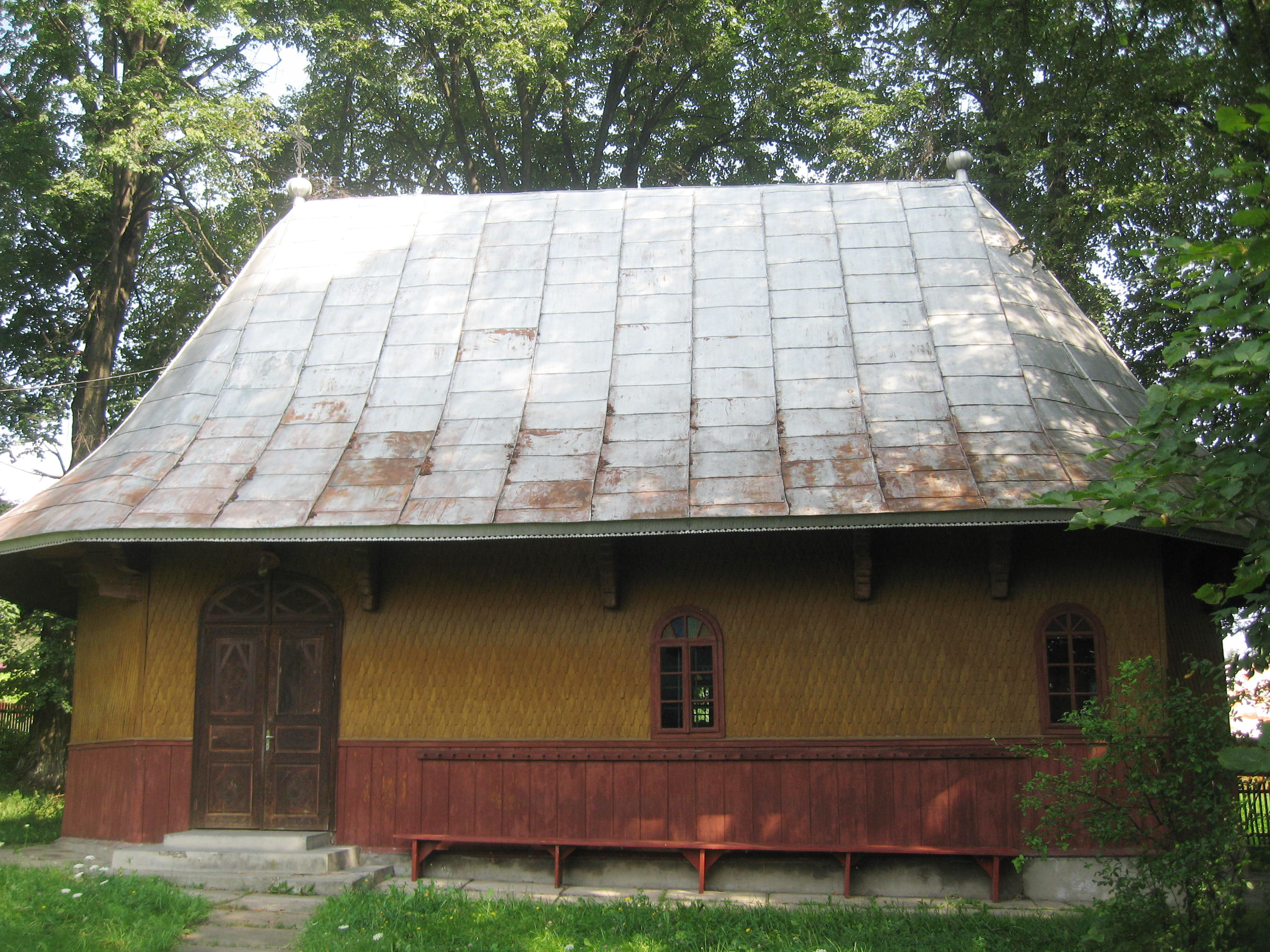
Biserica pe latura sudică
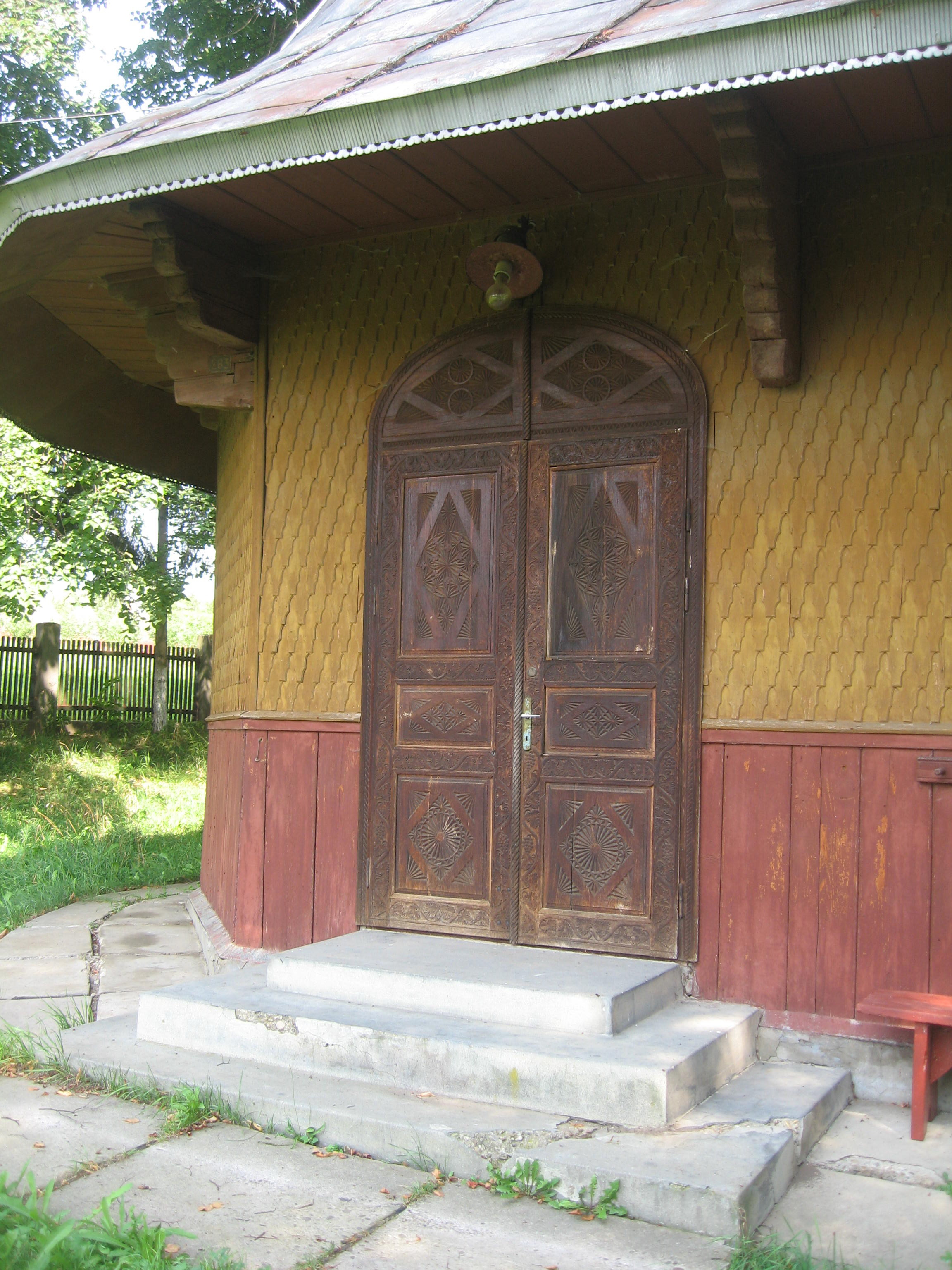
Ușa de intrare în biserică
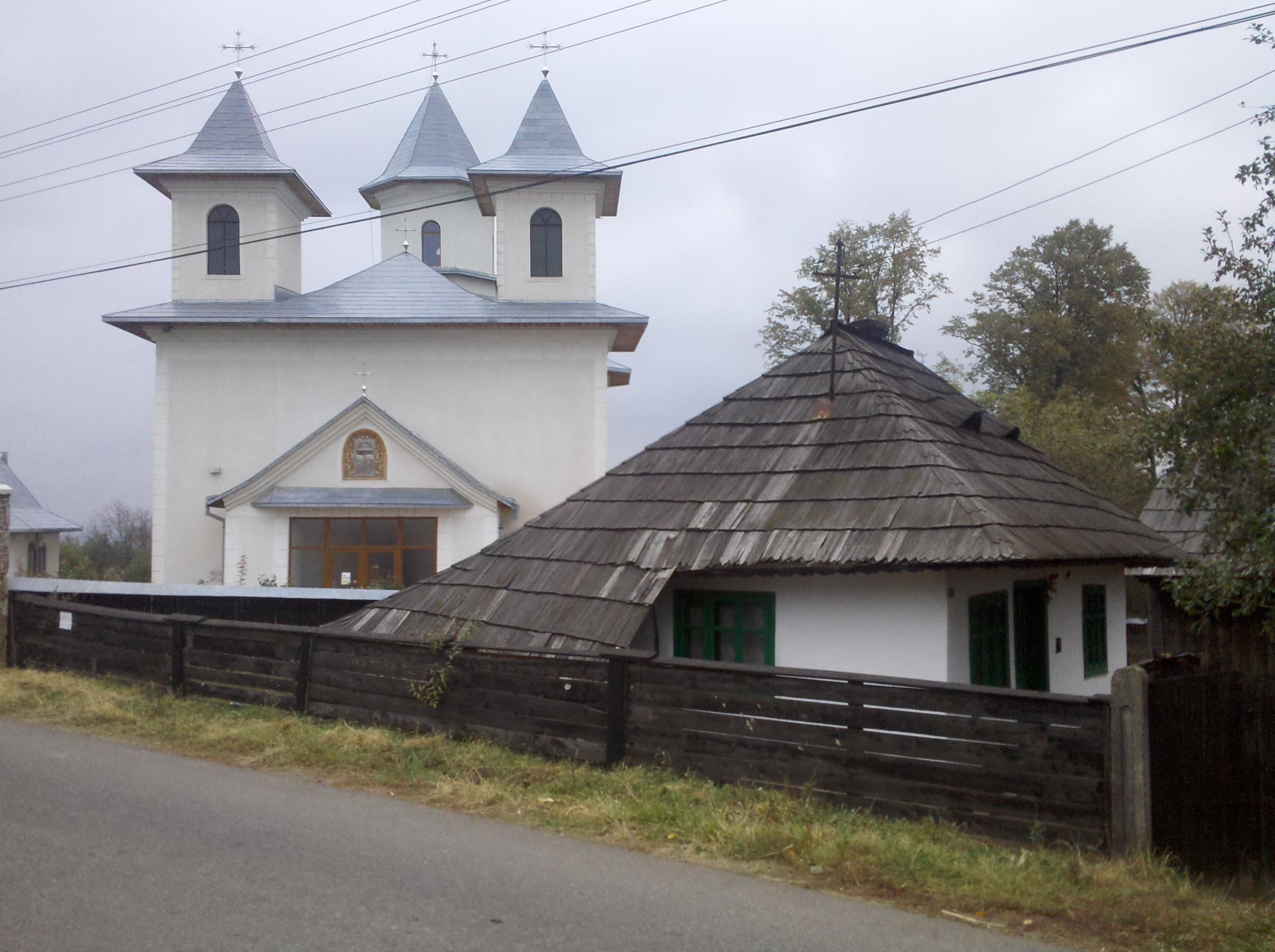
Biserica nouă